# Pont-Remy
Pont-Remy település Franciaországban, Somme megyében. Lakosainak száma 1467 fő (2022. január 1.). Pont-Remy Bellancourt, Cocquerel, Eaucourt-sur-Somme, Érondelle, Fontaine-sur-Somme, Francières és Liercourt községekkel határos.

## Népesség
A település népességének változása:
| Lakosok száma | 1448 | 1470 | 1498 | 1469 | 1464 | 1459 | 1460 | 1464 | 1467 |
|               | 2013 | 2015 | 2016 | 2017 | 2018 | 2019 | 2020 | 2021 | 2022 |